# Departamento La Unión
La Unión ist eines von 14 Departamentos in El Salvador und liegt im Osten des Landes an der Grenze zu Honduras.
Die Hauptstadt des Departamentos ist die gleichnamige Stadt La Unión. Gegründet wurde das Departamento am 22. Juni 1865.
In La Unión befindet sich der Conchagua-Tempel aus dem Jahr 1693 sowie die archäologischen Ausgrabungsstätten Intipuca und Meanguera.

## Municipios
Das Departamento La Unión ist in 18 Municipios unterteilt:
1. Anamorós
2. Bolívar
3. Concepción de Oriente
4. Conchagua
5. El Carmen
6. El Sauce
7. Intipucá
8. La Unión
9. Lislique
10. Meanguera del Golfo
11. Nueva Esparta
12. Pasaquina
13. Polorós
14. San Alejo
15. San José
16. Santa Rosa de Lima
17. Yayantique
18. Yucuaiquín